# Platan u svaté Anny
Platan u svaté Anny je památný strom, který roste v nemocnici U svaté Anny v Brně. V minulosti získal ocenění Strom roku a také se objevil v televizním pořadu Paměť stromů.

## Základní údaje
- název: Platan u svaté Anny
- výška: 34 m,[1] 32 m (~2001)[2]
- obvod: 520 cm,[1] 572 cm (~2001)[2]
- věk: 130 let (~2001)[2]
- vítěz soutěže Strom roku 2001
- sanace: 1997 (odborný řez)[2]

Platan roste na prvním nádvoří fakultní nemocnice U svaté Anny 12 metrů před budovou jídelny, okolí lemují lavičky. V těsné blízkosti probíhá od roku 2010 stavba mezinárodního centra.

## Stav stromu a údržba
Co do obvodu kmene je z brněnských platanů na třetím místě. Kmen se začíná větvit ve výšce 4 metrů, ve 150 centimetrech jsou patrné boule. Spodní větve musely být zkráceny roku 1997 při výstavbě budovy jídelny. Stavba probíhala obezřetně, takže během ní nedošlo k poškození památného stromu. Téhož roku došlo na odborné ošetření formou redukčního a zdravotního řezu.

## Další zajímavosti
Platanu byl věnován prostor v pořadu České televize Paměť stromů, konkrétně v dílu číslo 13, Nejen duby, buky a lípy. Také zvítězil v anketě Strom roku 2001.

## Památné a významné stromy v okolí
- Platany u stomatologické kliniky (150 m jižně)
- Mendelův jinan